# 이홍광

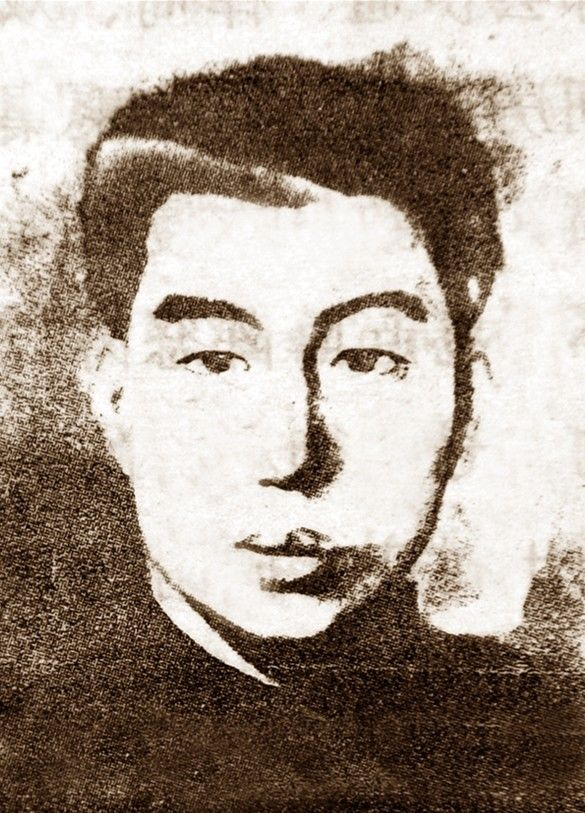

이홍광(李紅光, 1910년 ~ 1935년 5월 12일)은 한국의 독립운동가이다. 본관은 용인.
경기도 용인 출신으로 만주에서 중국공산당에 가입하여 항일유격전을 전개했으며, 그가 주도한 1935년 2월 13일 새벽의 동흥습격사건은 일본 측에 큰 피해와 충격을 주었다.

## 생애
이홍광(李紅光, 1910~35)의 본명은 홍해(弘海) 또는 홍규(弘奎)이며, 의산(義山)이라는 가명을 쓰기도 하였다.  경기도 용인시 처인구 포곡읍 신원리 400번지에서 출생했으며, 본관도 경기도 용인이다. 근래에 용인 이씨 족보와 제적등본에서 그의 가계가 밝혀지고, 그의 딸과 친척들이 국내에 살고 있는 것으로 확인되었다. 용인시 처인구 포곡읍사무소 발행 제적부와 용인이씨 족보에는 이름이 홍규(鴻圭)로 나와 있다.
만주에서 중국공산당 만주성위 산하 동북인민혁명군 1군 1사장으로 항일투쟁을 전개하였다.
그가 1935년 2월 13일 200여명의 부대를 이끌고 조선 국경의 평안북도 후창군(厚昌郡) 동흥읍(東興邑)을 습격한 동흥습격사건은 일본 측에 상당한 타격을 입히고 큰 충격을 주었다. 이 사건은 보천보 사건보다 2년 먼저 일어났고, 일본측에 입힌 타격도 더 컸지만 잊혀졌다. 사건 당시 국내에는 그가 18세의 미소녀라는 소문이 돌기도 했는데, 이는 사실이 아니며 이홍광 측에서 심리전 차원으로 퍼뜨린 헛소문이라 한다.
1935년 5월 일만군과의 전투에서 중상을 입고 전사했다.

## 가족 관계
- 조부 : 이준상(李駿相)[6][7]
  - 부친 : 이복영(李福榮)
    - 동생 : 이학규(李鶴圭)

## 참고 문헌
- 『東北抗日烈士傳』 第1輯 (黑龍江省社會科學院地方黨史硏究所‧東北烈士紀念館編, 哈爾濱:黑龍江人民出版社, 1980)
- 『조선족혁명렬사전(朝鮮族革命烈士傳』 제1집 (朴昌昱 主編, 遼寧人民出版社, 1983)
- 『中國朝鮮族人物傳』 (韓俊光 主編, 延邊人民出版社, 1990)
- 『신빈만족자치현지(新賓滿族自治縣誌)』 (房守志 主編, 遼瀋書社, 1993)
- 「이홍광연구(李紅光硏究)」 (張世胤, 한국독립운동사연구 8, 독립기념관독립운동사연구소, 1994)